# Herb Ritts
Herb Ritts (Los Angeles, 13 augustus 1952 – aldaar, 26 december 2002) was een Amerikaanse fotograaf die veel grote sterren heeft gefotografeerd. Er werd over hem gezegd dat hij de mannen en vrouwen die hij fotografeerde 'als goden' maakte.
Hij werd geboren in Californië en zijn carrière als fotograaf begon in de jaren 70 toen hij foto's maakte van vrienden in de filmwereld. Hij schrijft zijn eigen succes toe aan een serie foto's die hij bij toeval maakte van Richard Gere in 1978. Zij waren vrienden, en stonden tijdens een reis door de woestijn opeens met een lekke band. Bij de garage maakte hij een foto van Gere, bezweet in vale jeans en wit singlet, sigaret in z'n mond, en z'n armen boven zijn hoofd. Dit portret, met echo's van Marlon Brando en James Dean uit vroegere jaren, zorgde voor faam voor zowel Gere als Ritts.
Hij had veel bekende mensen voor zijn lens, zoals Nelson Mandela, de veertiende dalai lama, Stephen Hawking, Christopher Reeve, Jack Nicholson en Madonna. Hij haalde Madonna over om met Minnie Mouse oren te poseren, en hij vereeuwigde acteur Jim Carrey met de staart van een zeemeermin. Ook regisseerde hij Michael Jacksons videoclip In The Closet.
Hij overleed aan de gevolgen van een longontsteking.